# 科卡水庫
科卡水庫（Koka Reservoir或Lake Gelila）是埃塞俄比亞中南部奧羅米亞州的水庫，在阿瓦什河興建科卡水壩後形成，水庫面積180平方公里。不同種類的野生動物和鳥類在湖邊生活，而水庫每年也出產625噸魚穫。
科卡水壩長度458米，最高點47米，電纜電壓為132kV。水壩在1957年12月動工，在1960年5月3日竣工，造價 30,641,000埃塞俄比亞比爾。
水庫和水壩受日漸增加的沉積物威脅。